# Aldehuela del Jerte
Aldehuela del Jerte är en ort i Spanien.   Den ligger i provinsen Provincia de Cáceres och regionen Extremadura, i den centrala delen av landet, 220 km väster om huvudstaden Madrid. Aldehuela del Jerte ligger 269 meter över havet och antalet invånare är 344.
Terrängen runt Aldehuela del Jerte är huvudsakligen platt, men österut är den kuperad. Runt Aldehuela del Jerte är det glesbefolkat, med 10 invånare per kvadratkilometer. Närmaste större samhälle är Plasencia, 13,0 km öster om Aldehuela del Jerte. Omgivningarna runt Aldehuela del Jerte är huvudsakligen savann.